# Balze di Teggiano
Balze di Teggiano este o arie protejată (arie specială de conservare — SAC, sit de importanță comunitară — SCI) din Italia întinsă pe o suprafață de 1.201 ha, integral pe uscat.

## Localizare
Centrul sitului Balze di Teggiano este situat la coordonatele 40°23′52″N 15°26′52″E / 40.397778°N 15.447778°E.

## Înființare
Situl Balze di Teggiano a fost declarat sit de importanță comunitară în mai 1995 pentru a proteja 13 specii de animale. Situl a fost protejat și ca arie specială de conservare în mai 2019.

## Biodiversitate
Situată în ecoregiunea mediteraneană, aria protejată conține 5 habitate naturale: Pajiști uscate seminaturale și facies de acoperire cu tufișuri pe substraturi calcaroase (Festuco-Brometalia) (* situri importante pentru orhidee), Pseudostepă cu ierburi și specii anuale de Thero-Brachypodietea, Pante stâncoase calcaroase cu vegetație casmofită, Peșteri inaccesibile publicului, Pajiști uscate seminaturale și facies de acoperire cu tufișuri pe substraturi calcaroase (Festuco-Brometalia) (* situri importante pentru orhidee).
La baza desemnării sitului se află mai multe specii protejate:
- păsări (5): ciocârlie-de-câmp (Alauda arvensis), prepeliță (Coturnix coturnix), sfrâncioc roșiatic (Lanius collurio), turturică (Streptopelia turtur), sturz-cântător (Turdus philomelos)
- mamifere (4): liliac cu aripi lungi (Miniopterus schreibersii), liliac comun (Myotis myotis), liliacul mare cu potcoavă (Rhinolophus ferrumequinum), liliacul mic cu potcoavă (Rhinolophus hipposideros)
- nevertebrate (3): croitorul mare al stejarului (Cerambyx cerdo), fluturele auriu (Euphydryas aurinia), Melanargia arge
- reptile (1): șarpele cu patru dungi (Elaphe quatuorlineata)

Pe lângă speciile protejate, pe teritoriul sitului au mai fost identificate 1 specie de plante, 6 specii de reptile.